# Eukoenenia ibitipoca
Espèce
Eukoenenia ibitipoca est une espèce de palpigrades de la famille des Eukoeneniidae.

## Distribution
Cette espèce est endémique du Minas Gerais au Brésil. Elle se rencontre dans la grotte Gruta das Casas à Lima Duarte.

## Description
Eukoenenia ibitipoca mesure de 1,170 à 1,400 mm.

## Étymologie
Son nom d'espèce lui a été donné en référence au lieu de sa découverte, Parc d'État d'Ibitipoca.

## Publication originale
- (en) Maysa Fernanda Villela Rezende Souza et Rodrigo Lopes Ferreira, « Eukoenenia ibitipoca: the first troglobitic Palpigradi (Arachnida) from a quartzitic cave », Zootaxa, vol. 4656, no 3,‎ 14 août 2019, p. 431–444 (ISSN 1175-5334, DOI 10.11646/zootaxa.4656.3.2, lire en ligne, consulté le 14 juillet 2025)